# Zásada u Málkova
Zásada (k odlišení od Zásady u Kadaně též Zásada u Málkova, německy Sosau) je zaniklá vesnice v okrese Chomutov. Stála necelý jeden kilometr jihozápadně od Málkova v nadmořské výšce 370 metrů. Vesnice zanikla v roce 1985 z důvodu rozšiřování hnědouhelného Lomu Nástup.

## Název

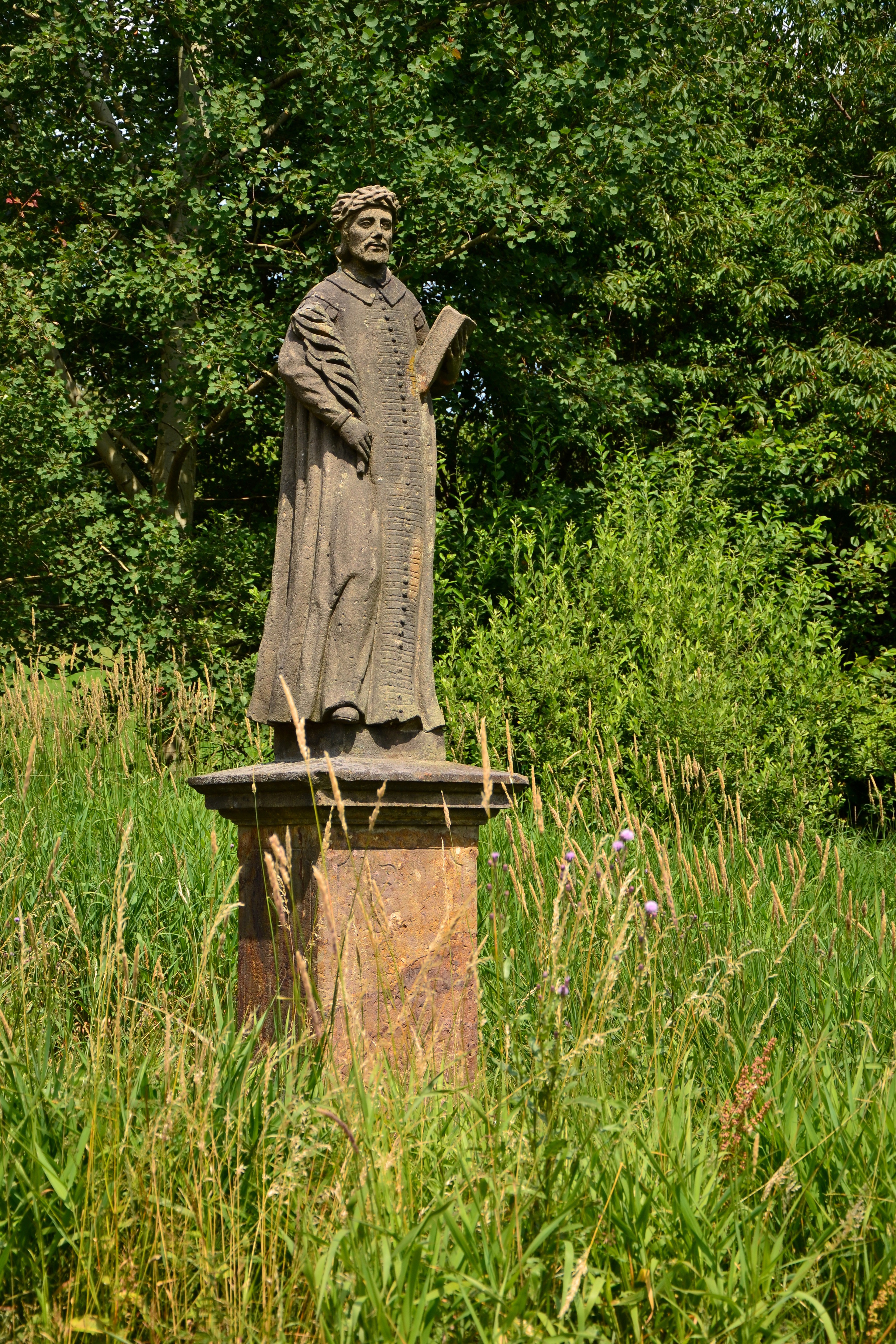
Socha svatého Donáta u Blahuňova pochází ze Zásady

Původní podoba a význam jména vesnice je nejasná. Bývá odvozováno z německého slova sāƽe (sídlo), nebo z českého tvaru, který začínal slabikou Sáz- a později se změnil na tvar Zásada. V historických pramenech se jméno vesnice vyskytuje ve tvarech: Zazow (1361), Saßa (1413), Zaasada (1518), Malkov a Sosu (1533), w Sazadie (1543), Sosnou (1544), Sazawu ginak Soza (1623), Sozawu jinak Sozu (1638), Hoza (1654), Sosau (1787 a 1846) a Zásada nebo Sosau (1848).

## Historie
Zásada byla založena nejspíše ve druhé polovině třináctého století, ale první písemná zmínka o ní pochází z roku 1361, kdy vesnice patřila grünhainskému klášteru. Roku 1405 ji však od kláštera získal, spolu s Račicemi, Bedřich ze Šumburka a připojil ji k hasištejnskému panství. Roku 1418 se majitelem panství stal Mikuláš Chudý z Újezda a jeho potomkům poté vesnice patřila až do první čtvrtiny šestnáctého století. Po smrti Mikuláše III. z Lobkovic v roce 1510 si jeho synové rozdělili rodový majetek, a Zásada byla rozdělena mezi Mikuláše IV. a Václava z Lobkovic.
Mikuláš svou část roku 1527 prodal kadaňskému měšťanu Václavu Worschovi a další majitelé se často střídali. Patřili k nim jakýsi člen rodu z Vidpachu (1539), Šebestián z Veitmile (1548), Brykcí Šmohař z Rochova (1550) a od roku 1554 bratři Job, Jan a Jaroslav ze Šmohař a na Kralupech. Druhá část vesnice patřila k prunéřovskému statku. Spojit obě části se podařilo roku 1615 Linhartovi ze Štampachu, který sídlil v Ahníkově. Zásada od té doby patřila k ahníkovskému panství až do zrušení poddanství.
Po třicetileté válce v Zásadě podle berní ruly z roku 1654 žili dva sedláci, jedenáct chalupníků a jeden poddaný bez pozemkového majetku. Sedláci a chalupníci dohromady vlastnili deset potahů, 21 krav, šestnáct jalovic, jednu ovci, jedno prase a šest koz. Dva lidé se živili jako řemeslníci (bečvář, krejčí) a fungoval zde mlýn s jedním kolem. Majitel panství Maxmilián Valentin z Martinic zvýšil počet robotních dnů o patnáct, takže podle urbáře panství z roku 1678 muselo čtrnáct poddaných ze Zásady odpracovat 24 dnů roboty při žních. Podle popisu panství z roku 1794 se poddaní mohli z robotních povinností vyplatit částkou ve výši téměř 189 zlatých.
Koncem devatenáctého století se Zásada výrazně změnila. V důsledku těžby hnědého uhlí v okolí ustoupil zemědělský charakter vesnice. V zástavbě převládly nové rodinné domy, které nakonec dosáhly až k okraji Málkova. Po druhé světové válce byla většina německých obyvatel vysídlena. Zůstat směly jen dvě rodiny. Noví obyvatelé se přistěhovali z Kladenska. Většina jich pracovala v dolech, ale zemědělci na začátku padesátých let dvacátého století založili jednotné zemědělské družstvo, které bylo po šesti letech existence zrušeno a začleněno do státního statku.
Zásada stála v dolovém poli tehdejšího Lomu Merkur, a proto bylo rozhodnuto o jejím zrušení. V roce 1981 ve vsi žilo 89 obyvatel. Z třiceti rodiny se většina odstěhovala do bytů v Chomutově, Málkově a Klášterci nad Ohří. Tři rodiny dostaly rodinný dům na Chomutovsku, tři se odstěhovaly do vzdálenějších míst, dva lidé během řízení zemřeli a jedna rodina se vystěhovat odmítla. Vesnice definitivně zanikla k 1. červenci 1985.

## Přírodní poměry

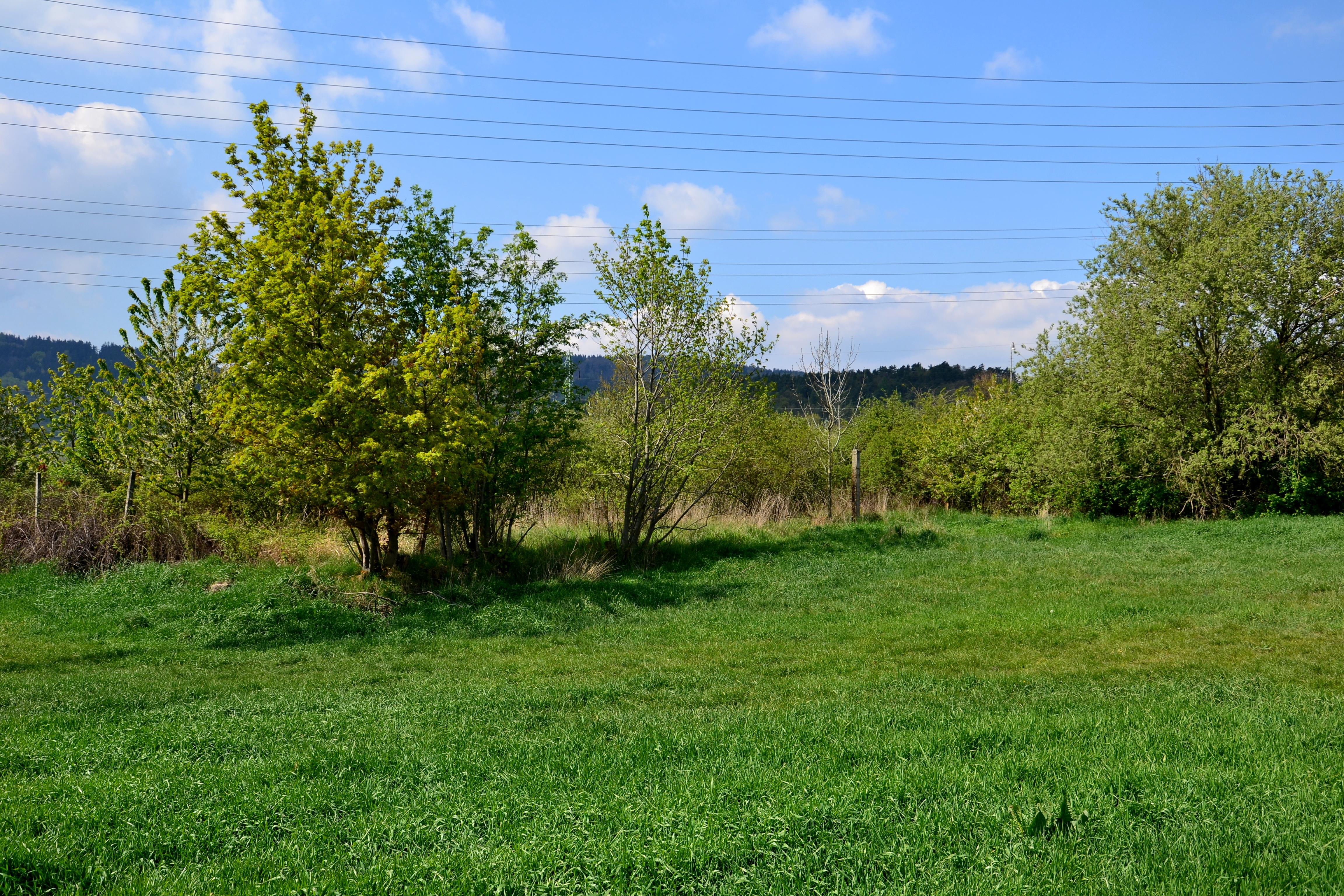
Krajina v místech zaniklé vesnice

Zásada stávala v katastrálním území Ahníkov asi šest kilometrů jihozápadně od Chomutova a jeden kilometr jihozápadně od Málkova v nadmořské výšce okolo 370 metrů. Oblast se nachází v západní části Mostecké pánve, resp. v jejím okrsku Březenská pánev, jejíž povrch byl výrazně přeměněn povrchovými lomy.
V rámci Quittovy klasifikace podnebí Zásada stála v teplé oblasti T2, pro kterou jsou typické průměrné teploty −2 až −3 °C v lednu a 18–19 °C v červenci. Roční úhrn srážek dosahuje 550–700 milimetrů, počet letních dnů je 50–60, počet mrazových dnů se pohybuje mezi 100–110 a sněhová pokrývka zde leží průměrně 40–50 dnů v roce.

## Obyvatelstvo
Při sčítání lidu v roce 1921 zde žilo 159 obyvatel (z toho 82 mužů), kteří byli kromě dvou cizinců německé národnosti. S výjimkou dvou evangelíků patřili k římskokatolické církvi. Podle sčítání lidu z roku 1930 měla vesnice 252 obyvatel: jednoho Čechoslováka, 250 Němců a jednoho cizince. Mimo dvou lidí bez vyznání byli římskými katolíky.
Rozdělení vesnice mezi dvě panství se projevilo i ve farní a školské příslušnosti a přetrvalo až do devatenáctého století. Jedna část vsi patřila ke krbické farnosti, zatímco lidé z druhé části chodili do kostela svatého Vavřince a Štěpána v Račicích. Teprve od roku 1835 byla celá Zásada přičleněna ke kralupské farnosti, k níž patřil i filiální kostel v Račicích. Ve dvacátém století se Zásada nacházela v obvodu farnosti Krbice.
|           | 1869 | 1880 | 1890 | 1900 | 1910 | 1921 | 1930 | 1950 | 1961 | 1970 | 1980 | 1991 | 2001 | 2011 |
| --------- | ---- | ---- | ---- | ---- | ---- | ---- | ---- | ---- | ---- | ---- | ---- | ---- | ---- | ---- |
| Obyvatelé | 101  | 116  | 120  | 113  | 118  | 159  | 252  | 178  | 192  | 139  | 92   | .    | 31   | 62   |
| Domy      | 20   | 21   | 21   | 22   | 22   | 23   | 39   | 42   | .    | 35   | 32   | .    | 10   | 15   |

## Obecní správa a politika
Po zrušení patrimoniální správy se Zásada stala osadou obce Zelená. Při sčítání lidu v letech 1880–1950 bývala samostatnou obcí a v letech 1961–1985 patřila k Málkovu.
Dne 22. května 1938 se konaly volby do obecních zastupitelstev. Z rozdělených 167 hlasů v Zásadě získaly 140 hlasů Sudetoněmecká strana a 27 hlasů Německá sociální demokracie.

## Školství
Zásadské děti chodily od roku 1824 do školy v Krbicích. Vlastní školu v Zásadě otevřeli až roku 1871. Vyučovalo se v soukromém domě a školní budova byla postavena až v roce 1875. Základní a mateřská škola fungovala ještě ve druhé polovině dvacátého století, a navštěvovaly ji také děti z Ahníkova, Málkova a Zelené.

## Pamětihodnosti
Východně od Blahuňova stojí socha svatého Donáta přemístěná ze Zásady. Ve vesnici stávala kaple Panny Marie z konce osmnáctého století se zkosenými nárožími a patrový mlýn z let 1793–1794 s přízemím zaklenutým valenou klenbou. Nad portálem domu čp. 7 bývala socha svatého Jana Nepomuckého z roku 1729 od C. J. Weitzmanna.